# Odenwaldtäler zwischen Schloßau und Walldürn
Das FFH-Gebiet Odenwaldtäler zwischen Schloßau und Walldürn ist ein im Jahr 2005 durch das Regierungspräsidium Karlsruhe nach der Richtlinie 92/43/EWG (Fauna-Flora-Habitat-Richtlinie) angemeldetes Schutzgebiet (Schutzgebietskennung DE-6421-311) im Neckar-Odenwald-Kreis in Baden-Württemberg. Mit Verordnung des Regierungspräsidiums Karlsruhe zur Festlegung der Gebiete von gemeinschaftlicher Bedeutung vom 12. Oktober 2018 (in Kraft getreten am 11. Januar 2019) wurde das Schutzgebiet festgelegt. Das FFH-Gebiet ist Bestandteil des europäischen Schutzgebietsnetzes Natura 2000.

## Beschreibung
Das FFH-Gebiet umfasst eine waldreiche Mittelgebirgslandschaft, Wiesentäler mit Feucht- und Magerwiesen, kleinflächig Magerrasen und Borstgrasrasen, mäandrierende Bachläufe mit Gehölzsaum, Braunseggensümpfe, Sumpfwald sowie eine Senke in ausgeräumter Agrarlandschaft als Zugvogelrastgebiet.

## Schutzzweck
Folgende Lebensraumtypen nach Anhang I der FFH-Richtlinie kommen im Gebiet vor:.
- Artenreiche Borstgrasrasen
- Feuchte Hochstaudenfluren
- Magere Flachland-Mähwiesen
- Schlucht- und Hangmischwälder
- Erlen-Eschen- und Weichholzauenwälder
- Silikatfelsen mit Felsspaltenvegetation
- Hainsimsen-Buchenwälder
- Trockene Heiden
- Fließgewässer mit flutender Wasservegetation
- Natürliche und naturnahe nährstoffreiche Stillgewässer mit Laichkraut- oder Froschbiss-Gesellschaften